# Rio Manicoré
O rio Manicoré é um curso de água que banha o estado do Amazonas, no Brasil.